# Новые Карамалы (Аургазинский район)
Новые Карамалы (баш. Яңы Ҡарамалы) — деревня в Аургазинском районе Республики Башкортостан Российской Федерации. Входит в состав Новокальчировского сельсовета.

## География

### Географическое положение
Расстояние до:
- районного центра (Толбазы): 6 км,
- центра сельсовета (Новый Кальчир): 4 км,
- ближайшей железнодорожной станции (Белое Озеро): 25 км.

## История
В «Списке населенных мест по сведениям 1870 года», изданном в 1877 году, населённый пункт упомянут как деревня Новые Кармалы (Аургазы) 1-го стана Стерлитамакского уезда Уфимской губернии. Располагалась при речке Аургазе, по правую сторону Оренбургского почтового тракта из Стерлитамака в Уфу, в 45 верстах от уездного города Стерлитамака и в 5 верстах от становой квартиры в деревне Толбазы (Адиль-Муратова). В деревне, в 155 дворах жили 876 человек (444 мужчины и 432 женщины, тептяри), были мечеть, училище, базары по субботам, ярмарка 15—27 ноября. Жители занимались земледелием, скотоводством.

## Население
| 2002 | 2009 | 2010 |
| ---- | ---- | ---- |
| 439  | ↘402 | ↘392 |

Согласно переписи 2002 года, преобладающая национальность — татары (93 %).

## Религия
В деревне есть мечеть.